# مايكل جيلدن
مايكل جيلدن (بالإنجليزية: Michael Gilden)‏ مواليد 22 سبتمبر 1962 في لوس أنجلوس، الولايات المتحدة - الوفاة 5 ديسمبر 2006 في لوس أنجلوس، هو ممثل أمريكي.

## الأعمال
- حرب النجوم الجزء السادس: عودة الجيداي (1983)
- خيال رخيص (1994) (بدور: فيليب موريس بيج)

## روابط خارجية
- مايكل جيلدن على موقع IMDb (الإنجليزية)
- مايكل جيلدن على موقع ألو سيني (الفرنسية)
- مايكل جيلدن على موقع أول موفي (الإنجليزية)
- مايكل جيلدن على موقع قاعدة بيانات الأفلام السويدية (السويدية)
- مايكل جيلدن على موقع قاعدة بيانات الفيلم (الإنجليزية)
- مايكل جيلدن على موقع كينوبويسك (الروسية)